# Большая белая обуза
«Большая белая обуза» (англ. The Big White) — фильм 2005 года, снятый режиссёром Марком Майлодом.

## Сюжет
Действие фильма проходит в небольшом заснеженном городке на Аляске. Труп, оставленный в мусорном контейнере наёмными убийцами мафии, найден турагентом Полом Барнеллом. Туристическое агентство, которое принадлежит Полу, терпит банкротство, тем не менее он хочет найти деньги на лечение для своей жены Маргарет, больной Синдромом Туретта. Он организует нападение диких животных на найденное тело, чтобы получить деньги за страхование жизни своего пропавшего брата.
Местная полиция поверила в это, но не страховой агент Тед Уотерс, который хочет получить повышение и перевод в более тёплый штат. У Теда свои проблемы — его зацикленность на работе мешает отношениям со своей девушкой.
Наёмные убийцы также ищут труп для доказательства, чтобы получить плату за свои услуги. Они берут жену Пола в заложники в качестве гарантии, что они получат тело. Пол остаётся в доме своего брата.
Пропавший брат Пола, Раймонд, возвращается домой — оказывается, что он всё это время сидел в тюрьме. Раймонд избивает Пола и требует часть страховых денег. Пол ускоряет получение страховой оплаты в размере миллиона долларов. Также он выкапывает тело и соглашается обменять его и часть денег на свою жену. Из-за страха, что Раймонд попытается убить его жену, чтобы она не рассказала о нём, Пол решает убить его во сне.
Следующим утром Пол оставляет своего брата спящим и встречается с бандитами для обмена. Раймонд, разозлённый обманом своего брата, прибывает следом за ним. Туда же прибывает и страховой агент со своей девушкой. Не привыкший контролировать свои эмоции, Раймонд избивает Теда на глазах убийц в тот момент, когда они с Полом осуществляют обмен жены на труп и деньги. Пол, понимая всю опасность ситуации, одевает Маргарет в свою куртку и отправляет подальше от места встречи.
Раймонд вытаскивает пистолет и направляет в упор в лоб своего брата, но передумывает и стреляет в убегающую жену Пола; в свою очередь он оказывается застреленным одним из наёмных убийц. Пол обнаруживает свою жену живой, так как пуля застряла в деньгах, спрятанных в куртке Полом. Раймонд умирает.
В конце фильма Пол улетает с женой в тёплые края, а Тед и его подруга остаются на Аляске — они нашли мир и спокойствие среди снегов Севера.

## В ролях
| Актёр             | Роль             |
| ----------------- | ---------------- |
| Робин Уильямс     | Пол Барнелл      |
| Холли Хантер      | Маргарет Барнелл |
| Джованни Рибизи   | Тэд Уотерс       |
| Тим Блейк Нельсон | Гарри            |
| У. Эрл Браун      | Джимбо           |
| Вуди Харрельсон   | Раймонд Барнелл  |
| Элисон Ломан      | Тиффани          |

Фильм снимался в Виннипеге, Юконе, Аляске и Новой Зеландии.